# 褐霸鹟属
褐霸鹟属（学名：Cnipodectes）是霸鹟科的一属。

## 下属物种
本属包括以下物种：
- 褐霸鹟 Cnipodectes subbrunneus (P.L.Sclater, 1860)
- 棕霸鹟 Cnipodectes superrufus Lane, Servat, Valqui & Lambert, 2007，易危